# Program Ałmaz

Rysunek stacji Ałmaz

Ałmaz (ros. Алмаз, Diament) – tajny radziecki program kosmiczny budowy wojskowych załogowych stacji kosmicznych. Ze względu na militarny charakter programu, którego głównym celem był zwiad wojskowy, oficjalnie był on włączony w cywilny program kosmiczny Salut. Z siedmiu stacji Salut umieszczonych na orbicie w latach 1971-1982, trzy należały do programu Ałmaz, jednak nosiły one nazwę i kolejne numery stacji Salut – były to stacje Salut 2, 3 i 5.
Plany stacji kosmicznej Ałmaz powstały w Związku Radzieckim w 1964 r., a trzy lata później projekt ten został przyjęty do realizacji w zakładach OKB-52 Władimira Czełomieja. Początkowo jego koncepcja polegała na zbudowaniu trzech elementów:

(1) 20-tonowej stacji kosmicznej, na której miała przebywać trzyosobowa załoga wyposażona w aparaty Agat przeznaczone do wykonywania zdjęć obiektów wojskowych,

(2) systemu TKS - dużych statków kosmicznych wielokrotnego użytku do przewożenia załóg i ładunków na orbitę i z powrotem na Ziemię,

(3) rakiet nośnych Proton, które miały wynosić te stacje i statki transportowe w przestrzeń kosmiczną.

Dodatkowo stacja miała być wyposażona w niewielką kapsułę-lądownik, która mogła być wystrzelona ze stacji i szybko dotrzeć na Ziemię z filmami wywiadowczymi i innymi niewielkimi ładunkami.

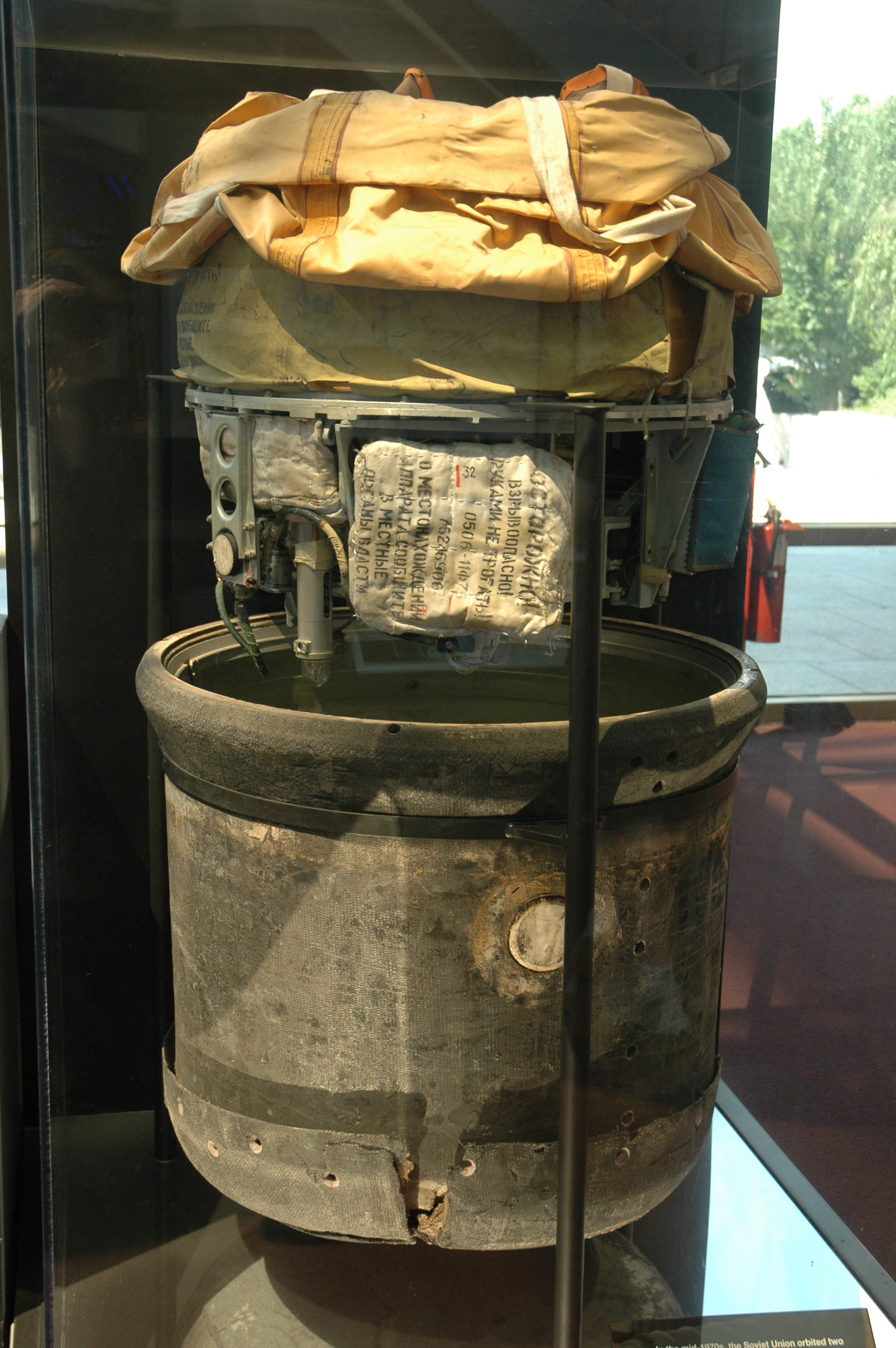
Kapsuła powrotna stacji Ałmaz 3 (Salut 5)

## Konstrukcja stacji Ałmaz
Stacja Ałmaz składała się z trzech podstawowych części:
- przedziału mieszkalnego o długości 3,5 m i średnicy 2,9 m. Znajdowały się tam miejsca do spania, stolik, fotel oraz zapasy żywności i wody,
- przedziału roboczego o długości 5,3 m i średnicy 4,1 m, wyposażonego w aparaturę zwiadowczą (długoogniskowy teleskop optyczny Agat, teleskop podczerwony Wołna i in.) oraz w systemy kierowania stacją i jej aparaturą,
- śluzy powietrznej z pasywnym węzłem cumowniczym. Znajdowały się w niej również dwa luki: jeden do nieprzeprowadzonego nigdy w tym programie wyjścia załogi na zewnątrz, oraz drugi do wysyłania na Ziemię kapsuł z uzyskanymi fotografiami zwiadowczymi.

Ałmazy umieszczano na orbitach o początkowych parametrach: perygeum 220 km, apogeum 260 km, inklinacja 51,6° (jedynie Salut 5 na 51,1°). 
Załogi stacji miały być wymieniane oraz zaopatrywane na orbicie za pomocą dwumodułowych statków załogowo-transportowych TKS o masie około 20 t, wynoszonych również rakietą Proton. Ałmaz w połączeniu ze statkami TKS miał dopiero tworzyć docelową konfigurację stacji, jednak opóźnienia w ich konstruowaniu i wprowadzeniu do eksploatacji sięgnęły kilku lat i nie zostały one już użyte w programie Ałmaz, który w międzyczasie został zakończony. Zostały one zastąpione statkami załogowymi Sojuz, które tylko w ograniczonym zakresie mogły spełnić oczekiwania związane z wielofunkcyjnymi statkami TKS. Wszystkie wystrzelone stacje Ałmaz posiadały tylko jeden węzeł cumowniczy.
Ze względu na wojskowy charakter programu stacje Ałmaz wyposażone miały być w uzbrojenie obronne w postaci umieszczonego frontalnie zmodyfikowanego działka rewolwerowego R-23 zaprojektowanego pierwotnie na potrzeby bombowca Tu-22 (według innego źródła było to działko Nudelmann NR-23 mm).
System uzbrojenia został zamontowany i przetestowany na stacji Ałmaz 2, poprzez wystrzelenie 20 186-gramowych pocisków kaliber 23 mm poruszających się z prędkością względną 850 m/s. Broń zamontowana była na stałe, bez możliwości regulacji; aby ją wycelować należało manewrować całą stacją. Ponieważ taki sposób montażu mógł spowodować groźne dla załogi wibracje kadłuba, strzelań na stacji dokonano dopiero po opuszczeniu jej przez kosmonautów.
Stacja programu Ałmaz była jedyną znaną uzbrojoną załogową konstrukcją w historii lotów kosmicznych.

## Różnice stacji Ałmaz względem stacji Salut
Stacje Ałmaz były podobne do Salutów rozmiarami, masą i pojemnością, co wynikało z możliwości rakiety Proton – jej udźwigu i dopuszczalnych rozmiarów ładunku. Istniały jednak duże różnice pomiędzy tymi konstrukcjami.
Właściwe stacje Salut, technicznie oznaczane jako DOS (ros. Dołgowriemiennaja Orbitalnaja Stancija), zostały zaprojektowane i były wytwarzane przez zakłady konstrukcyjno-produkcyjne Siergieja Korolowa – OKB-1, zaś stacje Ałmaz (niekiedy oznaczane jako OPS, Орбитальная Пилотируемая Станция), były projektowane i wytwarzane w zakładach OKB-52 Czełomieja, który był głównym rywalem Korolowa jeśli idzie o wiodącą pozycję w radzieckim programie kosmicznym. W rzeczywistości konstrukcje DOS powstały na bazie wcześniej zaprojektowanych i przygotowanych OPS. Ze względu na opóźnienia wojskowego programu, dokonano transferu technologii do programu cywilnego, gdzie gotowe kadłuby zostały wyposażone w elementy takie jak silniki i panele słoneczne pochodzące ze statków Sojuz, a następnie po zmontowaniu wysłane na orbitę.
Masa całkowita Salutów wynosiła 18,9 t, długość 13,1 (Salut 1 i 4) i 16 m (Salut 6 i 7), średnica 4,15 m. Zasilanie odbywało się z baterii słonecznych (Salut 1 miał 4 panele o łącznej mocy ok. 10 kW, zaś wszystkie późniejsze trzy panele o łącznej mocy ok. 20 kW). Objętość dostępnych dla załogi sekcji hermetyzowanych wynosiła 47, a łączna 83 m³. Natomiast Ałmazy miały masę 19 t, długość 11,1 m, średnicę 4,1 m. Zasilanie także odbywało się z baterii słonecznych (moc 12 kW), a łączna objętość dostępnych dla załogi sekcji hermetyzowanych wynosiła około 45 m³.
Jeśli idzie o kształt stacji, to przede wszystkim Ałmaz był złożony z dwóch cylindrów, podczas gdy Salut z trzech. Poniżej znajduje się porównanie zewnętrznego wyglądu stacji Ałmaz (po lewej) i Salut 6 (po prawej):

## Misje Ałmaz

### Ałmaz 1 (Salut 2)
- Start 3.04.1973
- Deorbitacja 28.05.1973

25.04.1973 nastąpiła utrata kontroli nad stacją.

### Ałmaz 2 (Salut 3)
- Sart 25.06.1974
- Deorbitacja 25.01.1975

Do stacji zacumowały dwa statki załogowe: Sojuz 14 i Sojuz 15. Ponadto wysłano na Ziemię kapsułę z materiałami zwiadowczymi.

### Ałmaz 3 (Salut 5)
- Start 22.06.1976
- Deorbitacja 8.08.1977

Do stacji zacumowały trzy statki załogowe: Sojuz 21, Sojuz 23 i Sojuz 24. Ponadto wysłano na Ziemię kapsułę z materiałami zwiadowczymi.

## Zakończenie programu
Trwały przygotowania do umieszczenia na orbicie czwartej stacji Ałmaz (OPS-4), jednak do tego już nie doszło, gdyż program został zakończony. Przyczyniły się do tego liczne trudności techniczne, których szczegóły nie zostały ujawnione, jak i konflikty w obrębie dwuosobowych załóg. Jako główną przyczynę podaje się jednak śmierć w 1976 r. marszałka Andrieja Grieczki, który był głównym patronem Czełomieja i jego biura konstrukcyjnego. Formalnie program Ałmaz został anulowany w 1981 r.
Wydaje się jednak, że przede wszystkim radzieccy wojskowi doszli do wniosku, że załogowe stacje wywiadowcze stanowią rozwiązanie nieefektywne i bardzo kosztowne, podczas gdy wraz z rozwojem techniki bezpilotowe satelity są w stanie znacznie łatwiej osiągnąć podobne cele. Do podobnych wniosków wcześniej doszli wojskowi amerykańscy rezygnując w 1969 r. z realizacji programu wojskowej stacji MOL.
W 2010 r. firma Excalibur Almaz zakupiła od Rosji dwa niedokończone egzemplarze stacji Ałmaz informując, że jej celem jest doprowadzenie tych statków do stanu używalności i wykorzystanie ich do rozwoju turystyki orbitalnej. Firma prowadziła szeroką kampanię promocyjną, jednak po kilku latach jej działalność całkowicie zamarła.